# Чемпіонат Одеської області з футболу 1990
Чемпіонат Одеської області з футболу 1990 року серед команд вищої ліги проходив з 21 квітня по 24 листопада. У турнірі брало участь 14 колективів. Чемпіоном області за підсумками сезону стало «Торпедо» (Одеса).

## Вища ліга

### Система проведення чемпіонату
Чемпіонат проводився за традиційною формулою — в два кола. Матчі здебільшого відбувалися по суботах. Як резервний день використовувалася середа.
З 1990 року елітний дивізіон чемпіонату області стали іменувати вищою лігою.
Регламент чемпіонату передбачав проведення «золотого матчу» — у разі рівності очок у команд, що зайняли 1-е та 2-е місця. Матч пройшов на нейтральному полі — на стадіоні ДЮСШ в Біляївці.

### Турнірна таблиця
| М  | Команда                                | И  | В  | Н | П  | М     | О  |
| -- | -------------------------------------- | -- | -- | - | -- | ----- | -- |
| 1  | «Торпедо» (Одеса)                      | 26 | 17 | 8 | 1  | 60-27 | 42 |
| 2  | «Україна» (Шевченково)                 | 26 | 20 | 2 | 4  | 72-34 | 42 |
| 3  | «Дністровець» (Білгород-Дністровський) | 26 | 16 | 8 | 2  | 55-20 | 40 |
| 4  | «Дністер» (Овідіополь)                 | 26 | 15 | 4 | 7  | 49-25 | 34 |
| 5  | «Водник» (Рені)                        | 26 | 8  | 9 | 9  | 36-39 | 25 |
| 6  | «Спартак» (Роздільна)                  | 26 | 9  | 7 | 10 | 60-51 | 25 |
| 7  | «Динамо» (Ізмаїл)                      | 26 | 10 | 4 | 12 | 35-36 | 24 |
| 8  | «Локомотив» (Олександрівка)            | 26 | 10 | 3 | 13 | 37-40 | 23 |
| 9  | ММК-81 (Балта)                         | 26 | 10 | 1 | 15 | 47-79 | 21 |
| 10 | «Дружба» (Зоря)                        | 26 | 6  | 9 | 11 | 29-32 | 21 |
| 11 | «Первомаєць» (Першотравневе)           | 26 | 7  | 5 | 14 | 39-59 | 19 |
| 12 | «Дністровець» (Біляївка)               | 26 | 7  | 5 | 14 | 25-38 | 19 |
| 13 | «Ялпуг» (Болград)                      | 26 | 7  | 3 | 16 | 35-55 | 17 |
| 14 | «Динамо» (Ананьїв)                     | 26 | 4  | 4 | 18 | 20-65 | 12 |

### Додатковий матч за перше місце
| 24.11.2011 | Одеса | «Торпедо» (Одеса) | 3:1 (0:1) | «Україна» (Шевченково) |

### Візитна картка чемпіонату
- У турнірі зіграно 183 матчі, забито 603 голи.
- Середня результативність склала 3,29 м'ячі за гру.